# SS Sultana
Le SS Sultana est un bateau à aubes du Mississippi qui prit feu le 27 avril 1865 non loin de la ville de Memphis (10 miles), sur le Mississippi. Il s'agit d'une des plus importantes catastrophes maritimes de l'histoire des États-Unis. Les estimations font état d'environ 1 800 à 2 400 tués lors de l'explosion d'une des chaudières. Le naufrage fut éclipsé par l'assassinat du président Abraham Lincoln le 14 avril et la fin de la guerre de Sécession, raisons pour lesquelles il est méconnu du grand public.

## Contexte
À la fin de la guerre de Sécession, alors que le Sud est vaincu, l'armée de l'Union libère peu à peu les camps de prisonniers. Entretemps, le président Lincoln est abattu le 14 avril par le partisan sudiste John Wilkes Booth. La nouvelle est apprise avec consternation par l'Amérique. Les anciens prisonniers nordistes sont embarqués sur des navires surchargés en direction du nord.
C'est dans ce contexte historique fort tourmenté que la tragédie maritime du Sultana a lieu.

## SSSultana
Le SS Sultana est construit en 1863 à Cincinnati. Il jauge 1 719 tonneaux, est long de 80 mètres, et transporte habituellement 85 membres d'équipage. Le navire navigue régulièrement entre Saint-Louis et La Nouvelle-Orléans. Sa principale fonction reste le commerce de coton mais le Sultana a également servi à maintes reprises l'armée (transport de troupes). Le navire est considéré par beaucoup de voyageurs comme le plus grand et le plus sûr des steamers du Mississippi. 

### L'explosion
Le Sultana, sous le commandement de Cass. J. Mason, quitte La Nouvelle-Orléans le 21 avril. Avec 100 passagers civils et un grand nombre de soldats (approximativement 2 100) de l'Union, et plusieurs prisonniers de l'armée confédérée, le navire est gravement surchargé, sa capacité maximale étant de 376 personnes.
Vers 2 heures du matin, l'une des chaudières explose dans un terrible fracas. La superstructure, faite de bois, s'embrase aussitôt. L'évacuation du navire se fait dans le plus grand désordre. Le naufrage cause la perte d'environ 1 500 à 1 900 vies. Mason et plusieurs officiers font partie des disparus de la tragédie.
Aucun bilan officiel ne sera déposé et le nombre de morts est approximatif et sujet à caution.   
On dénombre également un grand nombre de noyés.
Le premier navire à arriver sur place vers 3 heures est le Bostonia II, qui assistera rapidement les survivants.

### Causes
Les causes de l'explosion sont diverses : selon certains, l'explosion serait due à un sabotage (cette cause est reprise dans de nombreux journaux du Nord) ; selon d'autres il s'agirait d'une erreur humaine : en effet, la quantité d'eau dans les chaudières était insuffisante, ce qui provoqua l'explosion.  